# HK Express
Hong Kong Express Airways Limited (en chino: 香港快運航空有限公司, anteriormente 港聯航空) es una aerolínea con base en Hong Kong (China). Efectúa vuelos regulares a cinco ciudades de la República Popular China, así como vuelos internacionales. Su principal base de operaciones es el Aeropuerto Internacional de Hong Kong.
Lo mismo con los accionistas de Hong Kong Airlines, Hainan Airlines para apoyar.

## Historia
La aerolínea fue fundada en 1996 por Helicopters Hong Kong, como Heli Hong Kong. Era propiedad del empresario de Macau Stanley Ho. El nombre actual fue adoptado en 2004. En mayo de 2005 se anunció que Hong Kong Express Airways había recibido la aprobación del Departamento de Trabajo y Desarrollo Económico de Hong Kong para efectuar vuelos regulares a cinco ciudades en China: Cantón, Hangzhou, Chongqing, Nankín y Ningbo. El 23 de enero de 2008, se anunció que se recibieron los derechos para volar a Shanghái, según el Shanghai Daily. Recibió la entrega de su primer avión en julio de 2005 e inició vuelos regulares a Guangzhou el 7 de septiembre de 2005, seguido de vuelos a Hangzhou el 5 de octubre de 2005.
Su primer avión, un Embraer E-170, el primero en Asia, fue entregado el 21 de julio de 2005 e inició la operación comercial el 6 de septiembre de 2005. La aerolínea utilizó el avión en vuelos chárter a Taichung, Taiwán, antes de iniciar los vuelos regulares a Guangzhou y Hangzhou en China.
La aerolínea recibió permiso para volar entre Hong Kong y Taichung, Taiwán el 30 de agosto de 2005 con un esquema de vuelos chárter. En noviembre de 2005, la aerolínea recibió permiso para volar a doce ciudades chinas adicionales y otros tres destinos asiáticos tras Taichung. Inauguró los vuelos chárter Hong Kong-Taichung(Taiwán), en junio de 2006, con tres vuelos semanales, e inauguró vuelos directos a Chiang Mai y Chongqing el 22 de junio de 2006 y el 31 de julio de 2006 respectivamente. Nuevos vuelos chárter a Phuket comenzaron el 4 de agosto de 2006, con una operativa de dos vuelos semanales. El 16 de noviembre de 2006, la aerolínea efectuó el vuelo inaugural a Chengdu en Sichuan. El 4 de abril de 2007, se iniciaron los vuelos regulares a Xi'an en Shaanxi. También, un nuevo vuelo a Bangkok fue inaugurado en septiembre de 2007, así como nuevos vuelos a Rangún, Yakarta y Kuala Lumpur en el Sureste de Asia.
El Grupo HNA (propietario de Hainan Airlines) adquirió un 45% de las acciones en la aerolínea en agosto de 2006. La aerolínea es propiedad de HKE Holding (45%), Stanley Ho (40.3%) y Andrew Tse (14.7%) y tiene cien empleados (en marzo de 2007).
El 29 de enero de 2007, Hong Kong Express anunció su nuevo nombre en chino 香港快運航空有限公司 (anteriormente 港聯航空) y utilizó Pixiu como su logo. El primer Boeing 737-800 de su pedido llegó el 31 de enero de 2007, mostrando la nueva librea.

## Flota

### Flota Actual

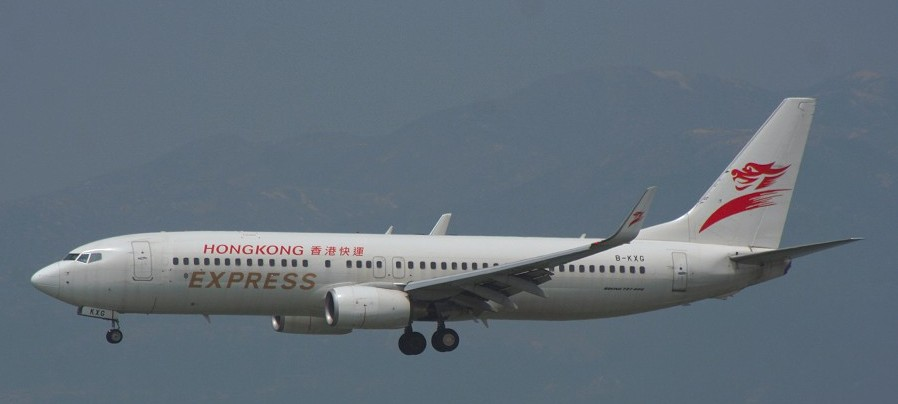
Boeing 737-808 "B-KXG".

En julio de 2024 la flota de Hong Kong Express Airways incluye los siguientes aviones, con una edad media de 7.4 años:
| Airbus A320-232  | 6  | — | Y180 |  |  |  |
| Airbus A320-271N | 10 | — | Y188 |  |  |  |
| Airbus A321-231  | 13 | — | Y230 |  |  |  |
| Airbus A321neo   | 8  | 2 |      |  |  |  |
| Total            | 37 | 2 |      |  |  |  |

Hong Kong Express retiró sus cuatro Embraer 170 alquilados de GE Commercial Aviation Services, que fueron introducidos en septiembre de 2005, y se centraron en aviones más grandes, con la adquisición de los aviones Boeing 737-800.
El primer avión (B-KXA) fue entregado en julio de 2005, y el segundo avión (B-KXB) fue entregado el 30 de septiembre de 2005. El tercer Embraer 170 (B-KXC) fue entregado el 8 de diciembre de 2005. El cuarto Embraer 170 (B-KXD) fue entregado el 28 de mayo de 2006. Los cuatro aviones fueron alquilados a GE Commercial Aviation Services.
Dos Boeing 737-800 adicionales (B-KXF and B-KXG) fueron añadidos en los años 2006 y 2007. B-KXH fue también entregado a Hong Kong Express el 13 de octubre de 2007 y entró en servicio en noviembre de 2007, a los nuevos destinos del Sureste de Asia como son Yangon, Yakarta y Kuala Lumpur.